# Tartarocreagris
Tartarocreagris es un género de pseudoscorpiones de la familia Neobisiidae.  Se distribuye por Estados Unidos.

## Especies
Según Pseudoscorpions of the World 1.2::
- Tartarocreagris altimana Muchmore, 2001
- Tartarocreagris amblyopa Muchmore, 2001
- Tartarocreagris attenuata Muchmore, 2001
- Tartarocreagris comanche Muchmore, 1992
- Tartarocreagris cookei Muchmore, 2001
- Tartarocreagris domina Muchmore, 2001
- Tartarocreagris grubbsi Muchmore, 2001
- Tartarocreagris hoodensis Muchmore, 2001
- Tartarocreagris infernalis (Muchmore, 1969)
- Tartarocreagris intermedia Muchmore, 1992
- Tartarocreagris ozarkensis (Hoff, 1945)
- Tartarocreagris proserpina Muchmore, 2001
- Tartarocreagris reyesi Muchmore, 2001
- Tartarocreagris texana (Muchmore, 1969)

## Publicación original
- Ćurčić, 1984: A revision of some North American species of Microcreagris Balzan, 1892 (Arachnida: Pseudoscorpiones: Neobisiidae). Bulletin of the British Arachnological Society, vol. 6, n.º 4, pp. 149-166.